# Coalescență (fonetică)
Coalescența este o schimbare fonetică ce constă în fuziunea a două sunete într-unul singur. După unii autori, de exemplu Dubois 2002, poate fi vorba și de fuziunea a mai mult de două sunete. Pe de o parte, coalescența este, din punct de vedere fonetic, un tip de asimilare; pe de altă parte, dintr-un punct de vedere lingvistic mai general, este un tip de contragere fonetică.
Coalescența poate fi privită din mai multe puncte de vedere:
- după categoria de sunete pe care o afectează: consoane sau vocale;
- după modul în care afectează sunetele: asimilare totală a unui sunet sau asimilare reciprocă;
- după entitățile pe care le afectează: interiorul unui cuvânt morfem, două morfeme în contact în componența unui cuvânt sau două cuvinte în contact;
- după caracterul diacronic sau sincronic al fenomenului: ținând de istoria cuvintelor, respectiv producând variante într-un anumit moment din istoria limbii.

## Coalescențe de consoane
Uneori are loc o asimilare totală a unei consoane de către cea alăturată, care se păstrează și uneori se lungește, alteori rămâne scurtă.
De exemplu, în ro  înmulți [ɨmmulˈtsi] există un caz de coalescență la contactul dintre prepoziția în, devenită prefix, și adjectivul mult, care s-a produs în procesul diacronic de formare a verbului a înmulți. Exemple asemănătoare în alte limbi sunt:
fr  prepoziția latină in + limité „limitat” > illimité [il(l)imite] „nelimitat” (cu lungirea facultativă a consoanei rămase);
sr  pod „sub” + tekst > podtekst [pottekst] „subtext”, bez stida „fără rușine” > bestidan „nerușinat”.
O coalescență ocazională, deci sincronică, se produce în vorbirea rapidă, de pildă între cuvintele en  ten mice [ˈtemmaɪs] „zece șoareci”.
Un exemplu de coalescență diacronică între un morfem radical și un morfem sufix lexical este hu  község [ˈkøʃʃeːg] „comună” (substantiv).
Alteori se formează un sunet diferit de ambele, cu trăsături articulatorii din ambele, adică o asimilare reciprocă:
ro  cât să [kɨt͡sːə] – coalescență între două cuvinte, sincronică;
en  don’t you [dəʊnt͡ʃʊ] „tu să nu” – coalescență sincronică între un cuvânt în care a avut loc un alt tip de fuziune (do + not) și alt cuvânt;
hu  kertje [ˈkɛrcɛ] „grădina sa” – coalescență diacronică între un cuvânt radical și un sufix gramatical.

## Coalescențe de vocale
Două vocale în contact din silabe vecine pot fuziona într-un diftong. După unii autori, acesta este o singură vocală, complexă, care se modifică, astfel încât se aude o anumită calitate vocalică la începutul diftongului și alta la sfârșitul lui. Astfel, diftongul devine nucleul silabei ce rezultată din fuziune. Acest tip de coalescență are denumirea proprie de sinereză.
În limba română există sinereză, pe de o parte, în interiorul unor cuvinte. De pildă teatru era pronunțat [teˈa.tru] atunci când a intrat în limbă, dar în româna standard din secolul al XXI-lea se pronunță [ˈte̯a.tru]. Pe de altă parte, se produce deseori sinereză și la contactul dintre unele cuvinte. Uneori este obligatorie, de exemplu la întâlnirea unor pronume personale și reflexive neaccentuate monosilabice terminate în e sau în i cu formele personale ale verbului auxiliar a avea, ex. te-am întrebat, ți-am spus. Alteori este facultativă: de atunci → de-atunci,  îmi pare o poveste → îmi pare-o poveste etc..
În franceză sau în italiană, sinereza are loc numai în interiorul unor cuvinte:
fr  lion [ljɔ̃] „leu” (la Paris și în vestul Franței) vs. [liˈɔ̃] (în nordul, estul și sudul Franței, precum și în Belgia), variante acceptate de standard;
it  Laura [ˈlau̯.ra] (în Toscana și în Italia de Nord) vs. [ˈla.u.ra] (în Italia de Sud).
În unele limbi s-a produs coalescență de tip asimilare reciprocă în procesul istoric de reducere a diftongilor și a triftongilor la o singură vocală:
la  aurum > it  oro „aur”, fr  or;
la  aqua > fr  veche eaue [e̯au̯ə] > fr  modernă eau [o];
fr  veche lait [lajt] „lapte”, reine [rejn] > fr  modernă [lɛ], respectiv [ʀɛːn];
limba gotică maiza > en  veche māra > en  modernă more „mai mult”.
Într-o limbă ca franceza, a cărei ortografie este dominată de principiul istoric și etimologic, scrierea păstrează deseori diftongii și triftongii reduși.
În română sunt cazuri de reducere a două vocale în hiat la una singură, ca variante în graiuri față de limba standard. Procesul trece printr-o fază în care cele două vocale formează un diftong, ex. căuta [kə.uˈta] > [kəu̯ˈta] > căta.